# Kopciuszek (spektakl telewizyjny 2005)
Kopciuszek – spektakl telewizyjny z 2005 w reżyserii Krystyny Jandy oparty na baśni braci Grimm o tej samej nazwie w tłumaczeniu Jana Brzechwy.
Ekipa aktorska składająca się z dziennikarzy TVP i TVN. W rolach głównych wystąpili: Monika Olejnik, Szymon Majewski i Kamil Durczok. 
Premierowy pokaz bajki odbył się 3 września 2005 w warszawskim Kino-Teatrze Bajka. Telewizyjna premiera spektaklu miała miejsce 10 września 2005 w TVP1 o godz. 20:10, a 11 września 2005 na TVN o godz. 10:30.
Spektakl został wydany również na płycie CD. Spektakl miał charakter charytatywny, a środki zdobyte w akcji zostały przeznaczone na leczenie dzieci z chorobą nowotworową, głównie dla placówek szpitalnych w najuboższych regionach Polski.

## Obsada
- Monika Olejnik jako Kopciuszek
- Szymon Majewski jako Królewicz
- Kamil Durczok jako Macocha
- Dorota Gawryluk jako Haneczka (siostra Kopciuszka)
- Dominika Wielowieyska jako Kasieńka (siostra Kopciuszka)
- Bogdan Rymanowski jako narrator
- Wojciech Jagielski jako narrator
- Katarzyna Kolenda-Zaleska jako Wróżka
- Piotr Najsztub jako Ochmistrz
- Mikołaj Lizut jako Herold
- Marcin Meller jako Herold; Panna Katarzyna (dwie role)
- Andrzej Morozowski jako strażnik
- Tomasz Sekielski jako strażnik
- Grzegorz Miecugow jako Król
- Ewa Milewicz jako królowa
- Monika Richardson jako Dwórka
- Joanna Lichocka jako panna Adela
- Maria Bnińska jako Szlachcianka Fryderyka
- Iwona Maruszak jako panna Anna
- Katarzyna Montgomery jako Kasztelanka Helena
- Agata Nowakowska jako księżniczka Telimena
- Renata Łęska jako I Panna Dorota
- Małgorzata Subotić jako II Panna Dorota
- Tomasz Kammel jako Lodziarz
- Tomasz Sianecki jako Dworzanin I
- Jarosław Kulczycki jako Dworzanin II
- Krzysztof Ziemiec jako Dworzanin III
- Mikołaj Kunica jako Dworzanin IV
- Paulina Chylewska jako panna Jola
- Magda Mołek jako hrabianka Klementyna
- Marzena Rogalska jako panna Alina

Źródło:

## Piosenki
Solowe partie wokalne Kopciuszka śpiewa Kayah, a piosenkę sióstr Kopciuszka zespół Sistars